# Rénelle Lamote

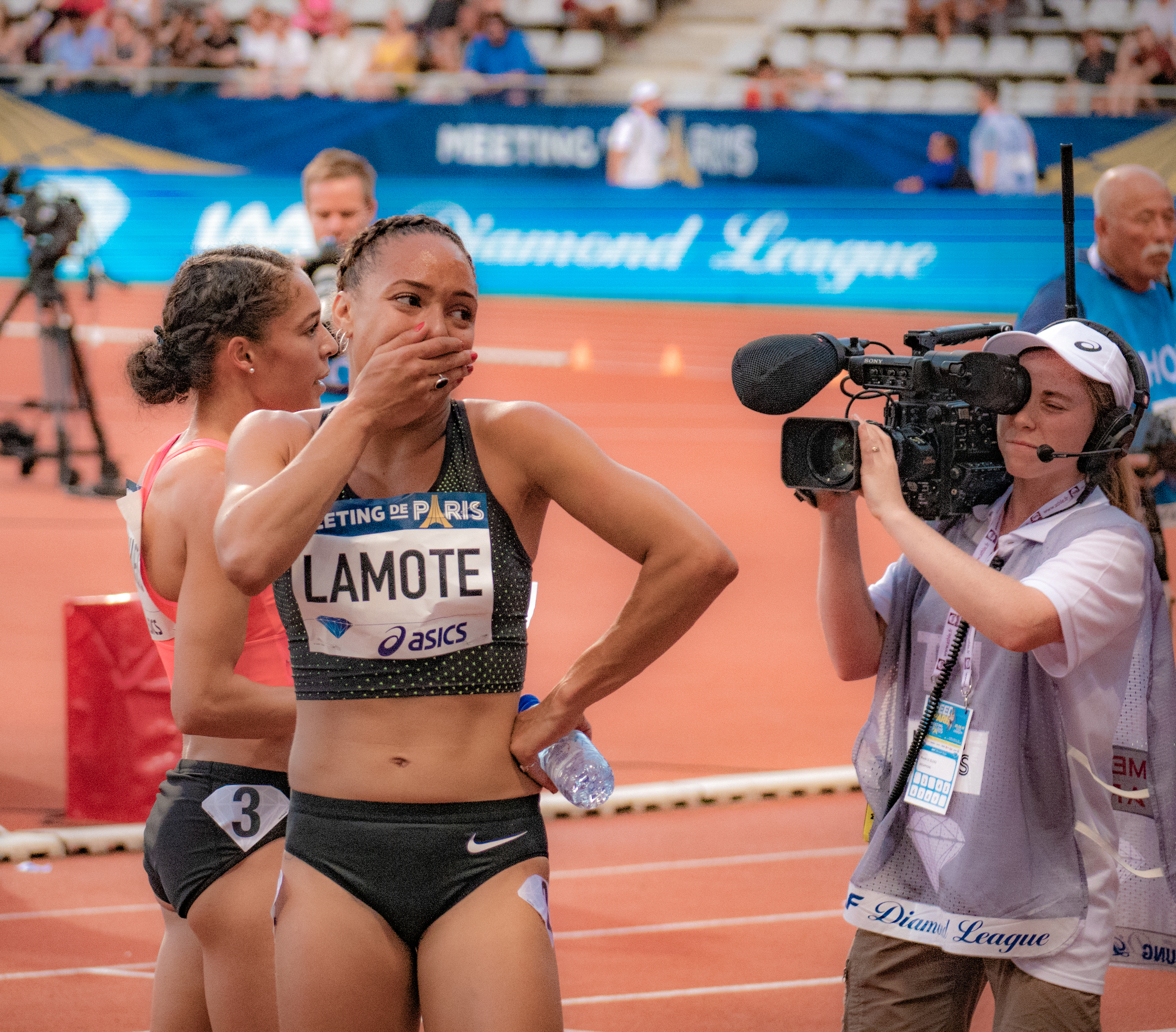
Lamote op de Meeting de Paris in het Stade Charléty op 30 juni 2018

Rénelle Lamote (Coulommiers, 26 december 1993) is een Franse middellangeafstandsloopster, die gespecialiseerd is in de 800 m. Ze heeft twee zilveren medailles gewonnen op het hoogste Europese niveau.

## Titels
- Frans kampioene 800 m - 2014, 2016, 2018
- Frans indoorkampioene 800 m - 2014, 2015

## Persoonlijke records
Outdoor
| Afstand | Prestatie | Datum       | Plaats     |
| ------- | --------- | ----------- | ---------- |
| 800 m   | 1.58,01   | 5 juni 2016 | Birmingham |

Indoor
| Afstand | Prestatie | Datum           | Plaats  |
| ------- | --------- | --------------- | ------- |
| 800 m   | 2.01,97   | 24 januari 2015 | Glasgow |

## Palmares

### 800 m
Kampioenschappen
- 2014:  Franse indoorkamp. - 2.03,21
- 2014:  European Team Championships – 2.03,36
- 2014:  Franse kamp. - 2.02,01
- 2015:  Franse indoorkamp. - 2.07,44
- 2015:  European Team Championships – 2.00,18
- 2015:  EK U23 - 2.00,19
- 2015: 8e WK - 1.59,70
- 2015:  IAAF Diamond League 2015 - details
- 2016:  Franse kamp. - 2.02,09
- 2016:  EK – 2.00,19
- 2016: (eliminatie reeksen) OS - 2.02,19
- 2018:  Franse kamp. - 2.00,37
- 2018:  EK – 2.00,62

Diamond League-podiumplekken
- 2015:  Stockholm Bauhaus Athletics – 1.59,91

### 4 × 800 m
- 2014: 5e IAAF World Relays - 8.17,54

### Distance medley relay
- 2015: 6e IAAF World Relays - 11.06,33

### veldopen
- 2018:  EK Mixed Relay